# Comuna de Budzów
Budzów (polaco: Gmina Budzów) é uma gminy (comuna) na Polónia, na voivodia de Pequena Polónia e no condado de Suski. A sede do condado é a cidade de Zachełmna.
De acordo com os censos de 2004, a comuna tem 8246 habitantes, com uma densidade 112,3 hab/km².

## Área
Estende-se por uma área de 73,41 km², incluindo:
- área agrícola: 52%
- área florestal: 41%

## Demografia
Dados de 30 de Junho 2004:
|                      | Total   | Total | Mulheres | Mulheres | Homens  | Homens |
| -------------------- | ------- | ----- | -------- | -------- | ------- | ------ |
|                      | pessoas | %     | pessoas  | %        | pessoas | %      |
| População            | 8246    | 100   | 4096     | 49,7     | 4150    | 50,3   |
| Densidade (pop./km²) | 112,3   | 100   | 55,8     | 55,8     | 56,5    | 56,5   |

De acordo com dados de 2002, o rendimento médio per capita ascendia a 1427,67 zł.

## Comunas vizinhas
- Lanckorona, Maków Podhalański, Pcim, Sułkowice, Stryszów, Tokarnia, Zembrzyce